# 孔昭慈
孔昭慈（1795年—1862年），字文止，號雲鶴，山東曲阜人，孔子七十一代孫，属大宗户，清朝政治人物，同進士出身。

## 生平
道光十三年（1833年）登癸巳科進士。選庶吉士，散館改知縣，授廣東饒平縣知縣。因丁憂歸家，守丧期满，發為福建莆田縣令、後調沙縣縣令攝興化府通判，又改授古田縣。
道光二十八年（1848年）調閩縣，進為邵武府同知，移臺灣鹿港。時反清武裝林恭等陷鳳山，知縣王廷幹、高鴻飛相繼死，臺灣府城岌岌可危。昭慈聞警訊，航海前往援助，協力守御。咸豐四年（1854年）擢臺灣府知府，盡力搜捕餘黨。
咸豐八年（1858年）進按察使銜分巡台灣兵備道，兼督学政。
同治元年（1862年）戴萬生舉事，昭慈督兵驰抵彰化縣，部署未定，兵敗城破。昭慈在孔子廟前自鴆殉國。諡剛介。《清史稿》入《忠义传》。

## 家族
- 子孔宪曾，字以魯，號筱雲，光緒二年（1876年）丙子恩科进士，散馆授编修。
- 曾孙孔伯华，是著名中医。

## 延伸阅读
[在维基数据编辑]
 《清史稿·卷490》，出自趙爾巽《清史稿》

### 書目
- 赵尔巽等，《清史稿》，中华书局点校本
- 劉寧顏編，《重修台灣省通志》，台北市，台灣省文獻委員會，1994年。
- 顧敏耀，《東瀛紀事校注》，台北：台灣書房出版公司，2011。

| 官衔        | 官衔                                          | 官衔          |
| ----------- | --------------------------------------------- | ------------- |
| 前任： 裕鐸 | 福建臺灣府知府 咸豐六年（1856年）上任         | 繼任： 洪毓琛 |
| 前任： 裕鐸 | 按察使銜分巡台灣兵備道 咸豐八年（1858年）上任 | 繼任： 洪毓琛 |